# Jorge Marik
György Marik Juscas, más conocido como Jorge Marik (Budapest, Hungría, 4 de abril de 1930-20 de diciembre de 1988), fue un futbolista y entrenador húngaro radicado en México.

## Futbolista
Jugó en la segunda mitad de la década de 1940 en el Vasas de Budapest. Durante este periodo también jugó dos partidos internacionales con la selección nacional húngara, en 1947 y 1948. Salió de su país en 1949 junto con Ladislao Kubala y en 1950 hizo parte del equipo de emigrados "Hungaria". Luego jugó en Colombia, en 1951 y 1952 en Samarios y en 1953 en Santa Fe de Bogotá. En 1954 viajó a México contratado por un año por el Irapuato; finalmente en la temporada 1955-56 jugó en el Club León de Guanajuato, donde salió campeón de liga y ganó también el trofeo de Campeón de Campeones. Entonces se retiró como jugador y después se convirtió en entrenador.
Durante el siglo XX deportistas de Hungría comenzaron a llegar a México, recordando entre otros a Szigfrid Rót quien fuera entrenador del Marte FC en la época amateur y posteriormente del Necaxa, Arpad Fekete, entrenador y bombero especialista en rescatar equipos del descenso.

## Entrenador
György Marik, conocido simplemente como Jorge, entre 1957 y 1959 entrenó al Atlas de Guadalajara; en 1960 y 1961 al Atlante de México, DF y; fue contratado en la temporada 1961-62 por el Cruz Azul para dirigir al equipo en la Segunda División.
Ascendió con el Cruz Azul el 19 de enero de 1964 después de golear 7-1 al Zamora y continuó dirigiendo al equipo en Primera División hasta 1966, dejando las bases de lo que sería un equipo de época. Fue sustituido por Raúl Cárdenas.
Además dirigió a conjuntos de Primera División como Laguna (1970-1971), UNAM (1976-1977) y Toluca (1977-1982), siendo campeón con los Pumas de la UNAM en la temporada 1976-77. Regresó a Cruz Azul en 1976 para suplir a José Moncebáez, llegando hasta cuartos de final de ese torneo. Se retiró al finalizar la temporada 1981-82 con el Toluca.